# تفسير الكواشي (كتاب)
كتاب تبصرة المتذكر وتذكرة المتبصر المعروف بتفسير الكواشي من كتب التفسير التي ألفت في القرن السادس الهجري، والمؤلف ذو شأن عال في التفسير والقراءات والعربية.
وقد نص على تسمية تفسيره في مقدمة الكتاب، حيث قال: «ووسمته بـ«تبصرة المتذكر وتذكرة المتبصر»».
كما لا شك في نسبته إلى مؤلفه؛ حيث ذكر اسم الكتاب منسوبا إلى المصنف جل من ترجم له أو نقل عنه، كاليونيني في ذيل مرآة الزمان (4/104)، والزركشي في البرهان (1/272).
ولا شك أن لهذا الكتاب قيمة علمية كبيرة، حيث جمع مؤلفه فيه كثيراً من العلوم المتعلقة بالتفسير والمعينة على فهم القرآن الكريم - كعلم الحديث واللغة والقراءات والوقف ونحو ذلك. قال عنه اليونيني: «الشيخ العالم صاحب التفسير الكبير والصغير قد أجاد فيهما، وأحسن ما شاء».

## نبذة عن مؤلف الكتاب
أحمد بن يوسف بن حسن بن رافع بن حسين بن سودان الشيباني الموصلي، موفق الدين، أبو العباس، المعروف بالكواشي. ولد سنة تسعين وخمسمائة للهجرة، وقيل غير ذلك. نشأ المصنف في كنف العلم والعلماء، فقرأ القرآن على والده، حيث توفي والده وهو في مقتبل عمره، ثم رباه خاله وأشغله بطلب العلم، اشتغل وبرع في القراءات والتفسير والعربية.
- من شيوخه: والده يوسف الكواشي، وأبو الحسن العطاء، وأبو الحسن السخاوي، وغيرهم.

- من تلاميذه: محمود بن أبي العلاء، وأبو بكر المقصاتي، وصالح الأسدي، وضياء الدين الزرزاري، وغيرهم.

- مؤلفاته: تبصرة المتذكر وتذكرة المتبصر، وتلخيصه، وكشف الحقائق في التفسير، وكتاب الوقوف، وروضة الناظر، والتبصرة في النحو، وغير ذلك.

توفي سنة 680هـ.

## اسم الكتاب وصحة نسبته إلى مؤلفه
كتاب تبصرة المتذكر وتذكرة المتبصر من الكتب التي نص المؤلف على تسميته في مقدمة الكتاب، حيث قال: «ووسمته بـ«تبصرة المتذكر وتذكرة المتبصر»». كما لا شك في نسبته إلى مؤلفه؛ حيث ذكر اسم الكتاب منسوبا إلى المصنف جل من ترجم له أو نقل عنه، كاليونيني في ذيل مرآة الزمان (4/104)، والزركشي في البرهان (1/272).
بين المنصف الكواشي الدافع الذي دفعه لتصنيف هذا التفسير، حيث قال في ديباجة كتابه: «فالعلماء يشرفون بشرف علومهم، والعلوم تشرف بشرف معلوماتها، ولا علم أشرف من المتعالي علاؤه وشأنه، والمتوالي عطاؤه وامتنانه، فإذن أشرف العلوم ما كان منسوبا إليه، أو دالا عليهن والكتاب العزيز في ذلك بالمنزلة التي لا تخفى... ثم قال: ولما رأيت حقائق معانيه، وبحور غوامضه لا تسلك ودقائق مبانيه، وتحور فوارضه لا تدرك إلا بالنظر الصحيح والخبر الصريح، بعد التوفيق الإلهي، والتوقيف النبوي، أحببت أن آخذ شيئا من كلام من تقدمني من أهل التفسير فأجمعه، وأذكر مع ذلك إن شاء الله تعالى الكتاب العزيز كله....».

## منهج المؤلف في الكتاب
شرع المؤلف في تفسير كتاب الله تعالى مبتدئا بالفاتحة ثم البقرة، وهكذا حسب ترتيب المصحف الشريف، فيذكر اسم السورة ثم يبين إن كانت السورة مكية كلها أو بعضها مدني، كما يذكر عدد آيات السورة، مشيرا إلى الخلاف في ذلك إن وجد، ثم بعد ذلك يشرع في تفسيرها، فيذكر أولا ما يظهر له من اللفظ القرآني أو الآية، ثم يؤيده بآية أو حديث أو بأقوال السلف من المفسرين وغيرهم، ويلاحظ عليه أنه يورد الأقوال مجردة عن الإسناد بدون ذكر قائليها في الغالب.
وقد ضمن تفسيره أنواعا شتى من علوم القرآن، كأسباب النزول، والناسخ والمنسوخ، والقراءات وتوجيهها، وأنواع الوقوف، ومدلولات الخطاب من عموم وخصوص، بالإضافة إلى علم الغريب، وذكر النواحي البلاغية، والتوجيهات الإعرابية، كما لم يغفل في تفسيره ذكر القصص والمغازي والسير.